# Марусино (станция)
Марусино - грузопассажирская железнодорожная станция на линии Штеровка — Красный Луч Донецкой железной дороги, которая находится на северной окраине города Красный Луч Луганской области.

## История
После начала разработки месторождений каменного угля в Новопавловской волости Таганрогского округа области Войска Донского, в 1900 году от станции Штеровка к ним была проложена железнодорожная линия длиной 12,5 вёрст и построена станция Криндачёвка. Изначально станция входила в состав Екатерининской железной дороги.
На линии между Штеровкой и Криндачёвкой был создан промежуточной остановочный пункт Марусино.
В декабре 1920 года возникший возле станции Криндачёвка рабочий посёлок получил название Красный Луч, а в 1926 году - статус города, в следующие десятилетия размеры города увеличились, возле карьера КЗСМ-6 был построен рабочий посёлок Марусино, в результате станция Марусино оказалась на северной окраине города.
С весны 2014 года - в составе Луганской Народной Республики. В связи с боевыми действиями транспортное сообщение прекращено.